# Abakańsk
Abakańsk (Abakański ostróg) – dawna miejscowość na Syberii, w byłym powiecie minusińskim.
Położony poniżej ujścia Abakanu, w miejscu o klimacie stosunkowo ciepłym i umiarkowanym. Założony został przez Rosjan w 1707, a na nowo obwarowany w 1726. Na przełomie XIX i XX w. miejscowość liczyła ok. 1,5-2,0 tys. mieszkańców, trudniących się rolnictwem, hodowlą bydła i rzemiosłem.
Obecnie część miasta Abakan.